# Náquera
Náquera (em castelhano) ou Nàquera (em valenciano) é um município da Espanha na província de Valência, Comunidade Valenciana. Tem 38,7 km² de área e em 2021 tinha 7 301 habitantes (densidade: 188,7 hab./km²).

## Demografia
| Variação demográfica do município entre 1991 e 2004 | Variação demográfica do município entre 1991 e 2004 | Variação demográfica do município entre 1991 e 2004 | Variação demográfica do município entre 1991 e 2004 |
| --------------------------------------------------- | --------------------------------------------------- | --------------------------------------------------- | --------------------------------------------------- |
| 1991                                                | 1996                                                | 2001                                                | 2004                                                |
| 1450                                                | 2075                                                | 3002                                                | 3770                                                |